# Fenotryna
Fenotryna, sumitryna – organiczny związek chemiczny będący silnym syntetycznym insektycydem pyretroidowym. W sprzedaży dostępna jako mieszanina izomerów. Stosowana jest w leczeniu wszawicy głowowej i łonowej, w weterynarii jako miejscowy środek zwalczający pasożyty zewnętrzne oraz do dezynsekcji miejsc publicznych i samolotów.